# Prefettura apostolica delle Isole Marshall
La prefettura apostolica delle Isole Marshall (in latino Praefectura Apostolica Insularum Marshallensium) è una sede della Chiesa cattolica aggregata alla provincia ecclesiastica di Agaña. Nel 2022 contava 5.123 battezzati su 59.000 abitanti. È retta dal prefetto apostolico Tamati Alefosio Sefo, M.S.C.

## Territorio
La prefettura apostolica si estende su tutto il territorio delle Isole Marshall.
Sede prefettizia è la città di Majuro (più precisamente Delap-Uliga-Djarrit), dove si trova la cattedrale dell'Assunzione di Maria Vergine.
Il territorio è suddiviso in 5 parrocchie.

## Storia
Il vicariato apostolico delle Isole Marshall fu eretto il 16 settembre 1905, ricavandone il territorio dal vicariato apostolico della Nuova Pomerania (oggi arcidiocesi di Rabaul).
Nel 1919 i giapponesi espulsero tutti i missionari stranieri dalle isole Marshall e la prefettura apostolica rimase abbandonata, fino a quando la Santa Sede riuscì a intavolare trattative per l'ingresso di missionari provenienti da un paese neutrale che sostituissero i cappuccini tedeschi e i missionari del Sacro Cuore di Gesù. Fra questi aveva dato un notevole contributo il padre August Erdland, che studiò la grammatica della lingua marshallese, compilò un dizionario e tradusse il catechismo nella lingua locale. Al posto dei missionari espulsi nel 1922 arrivarono 22 gesuiti spagnoli, che dovettero ricostruire la missione in seguito ai gravi danni patiti durante il suo forzato abbandono.
Il 4 maggio 1923 il vicariato apostolico fu unito al vicariato apostolico delle Isole Caroline e Marianne (oggi diocesi delle Isole Caroline), che contestualmente assunse la denominazione di vicariato apostolico delle Isole Caroline, Marianne e Marshall.
Il 23 aprile 1993 con la bolla Quo expeditius di papa Giovanni Paolo II fu eretta la prefettura apostolica delle Isole Marshall, in seguito alla divisione della diocesi delle Caroline-Marshall, da cui ha tratto origine anche la diocesi delle Isole Caroline.

## Cronotassi dei prefetti
- Bruno Schinxe, M.S.C. † (1905 - 1915 deceduto)
  - Sede vacante (1915-1923)
  - Sede soppressa (1923-1993)
- James Charles Gould, S.I. (23 aprile 1993 - 21 dicembre 2007 dimesso)
- Raymundo Taco Sabio, M.S.C. † (21 dicembre 2007 - 28 giugno 2017 dimesso)
- Ariel Galido, M.S.C. (28 giugno 2017 - 14 gennaio 2025 dimesso)
- Tamati Alefosio Sefo, M.S.C., dal 14 gennaio 2025

## Statistiche
La prefettura apostolica nel 2022 su una popolazione di 59.000 persone contava 5.123 battezzati, corrispondenti all'8,7% del totale.
| anno | popolazione | popolazione | popolazione | presbiteri | presbiteri | presbiteri | presbiteri                | diaconi | religiosi | religiosi | parrocchie |
| anno | battezzati  | totale      | %           | numero     | secolari   | regolari   | battezzati per presbitero | diaconi | uomini    | donne     | parrocchie |
| ---- | ----------- | ----------- | ----------- | ---------- | ---------- | ---------- | ------------------------- | ------- | --------- | --------- | ---------- |
| 1999 | 4.000       | 50.000      | 8,0         | 5          |            | 5          | 800                       | 2       | 5         | 15        | 4          |
| 2000 | 4.576       | 50.840      | 9,0         | 6          |            | 6          | 762                       |         | 6         | 15        | 4          |
| 2001 | 4.576       | 50.894      | 9,0         | 6          |            | 6          | 762                       | 2       | 7         | 15        | 4          |
| 2002 | 4.586       | 50.874      | 9,0         | 6          |            | 6          | 764                       | 1       | 7         | 12        | 4          |
| 2003 | 4.601       | 50.874      | 9,0         | 5          |            | 5          | 920                       | 1       | 6         | 11        | 4          |
| 2004 | 4.601       | 50.874      | 9,0         | 4          |            | 4          | 1.150                     | 1       | 6         | 11        | 4          |
| 2005 | 4.601       | 50.874      | 9,0         | 3          |            | 3          | 1.534                     | 1       | 4         | 9         | 4          |
| 2010 | 4.875       | 57.400      | 8,5         | 5          |            | 5          | 975                       | 1       | 6         | 8         | 4          |
| 2014 | 4.975       | 52.500      | 9,5         | 6          | 1          | 5          | 829                       | 1       | 5         | 10        | 11         |
| 2017 | 5.100       | 52.600      | 9,7         | 5          | 1          | 4          | 1.020                     | 1       | 7         | 6         | 12         |
| 2020 | 5.300       | 54.240      | 9,8         | 6          | 1          | 5          | 883                       | 1       | 7         | 7         | 6          |
| 2022 | 5.123       | 59.000      | 8,7         | 6          | 1          | 5          | 853                       | 3       | 5         | 6         | 5          |